# ナカハラクロキ

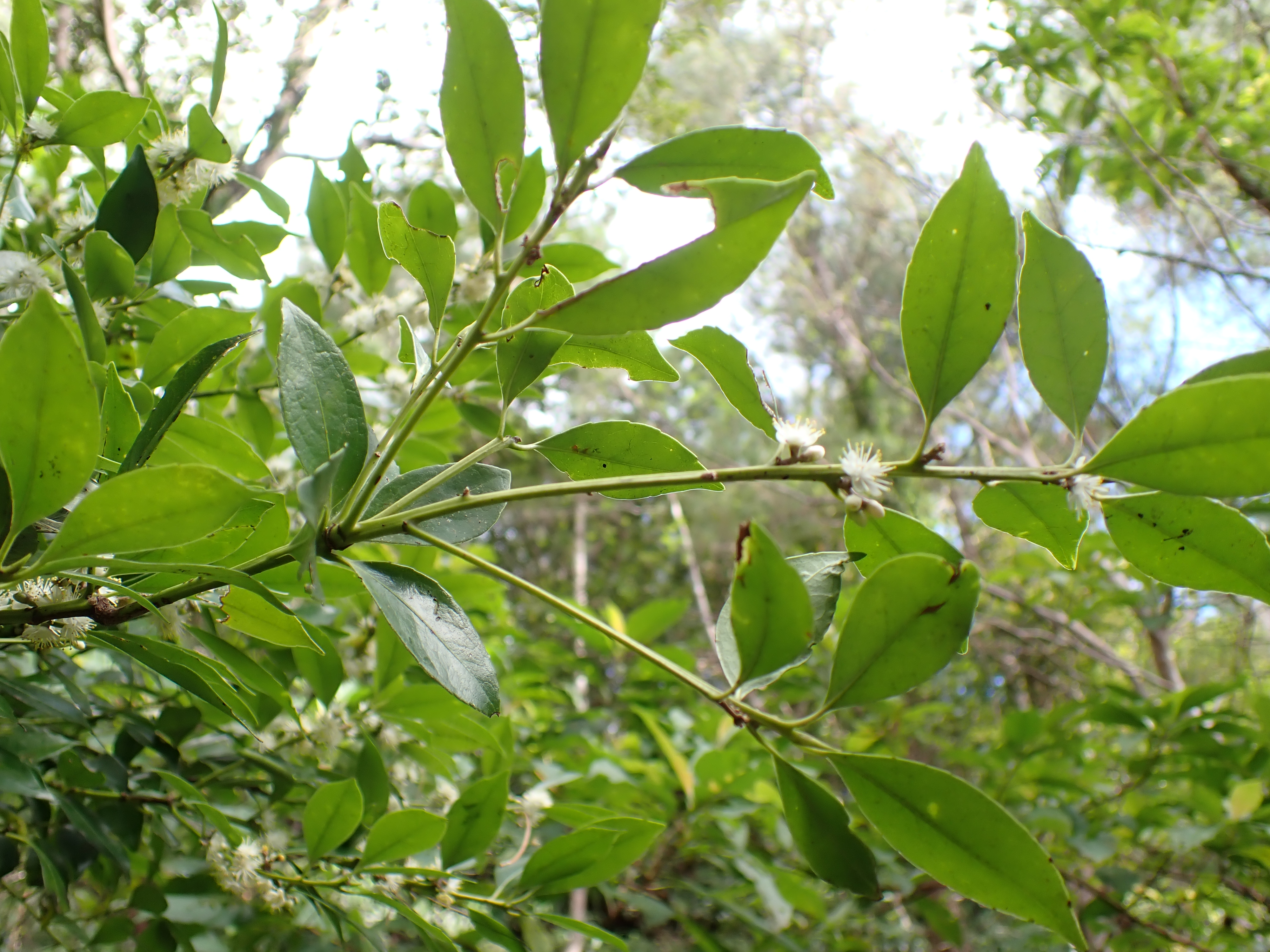
稜がある緑色の若枝（2025年1月 沖縄県名護市 名護城公園）

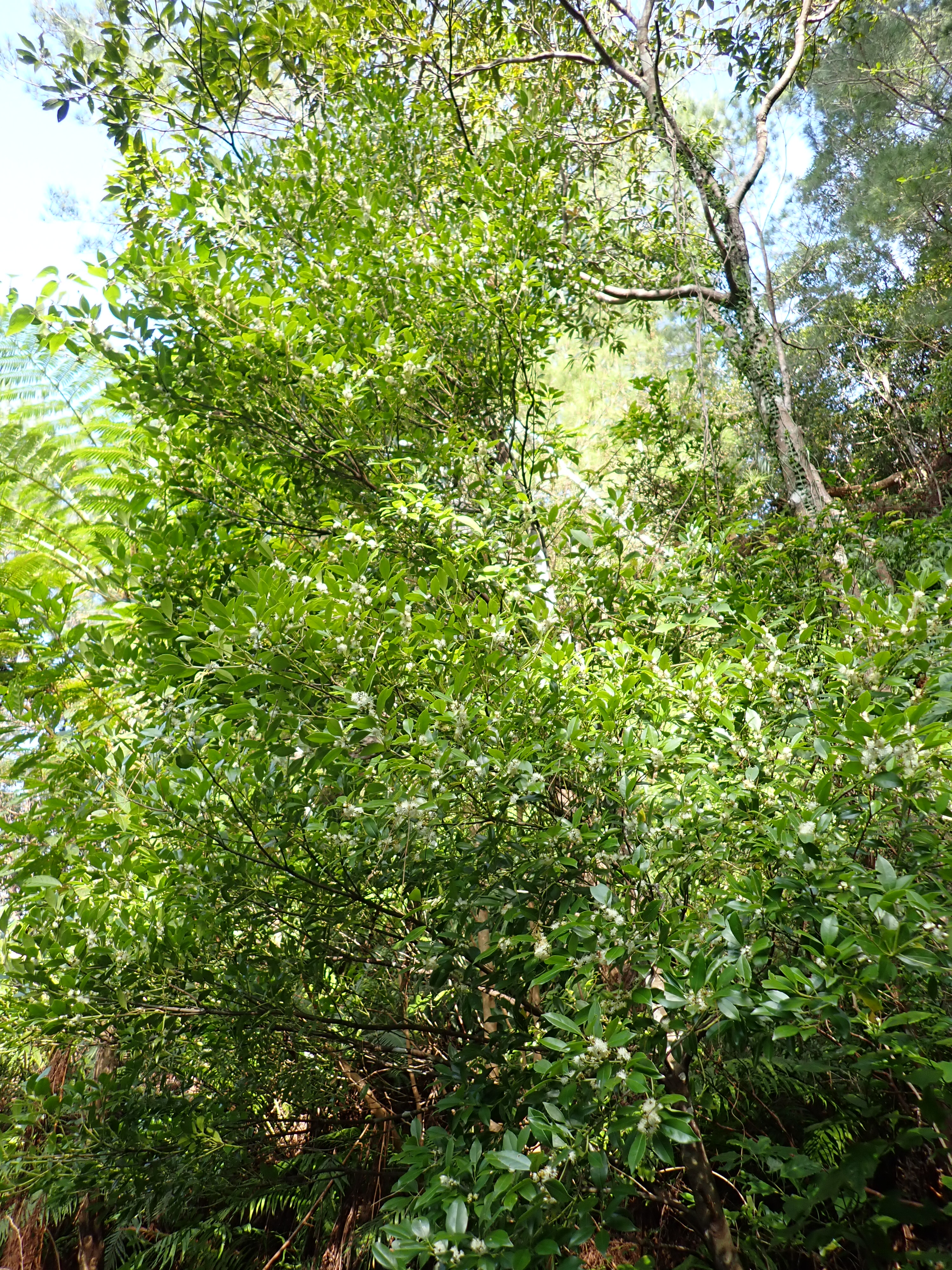
樹姿（2025年1月 沖縄県名護市 名護城公園）

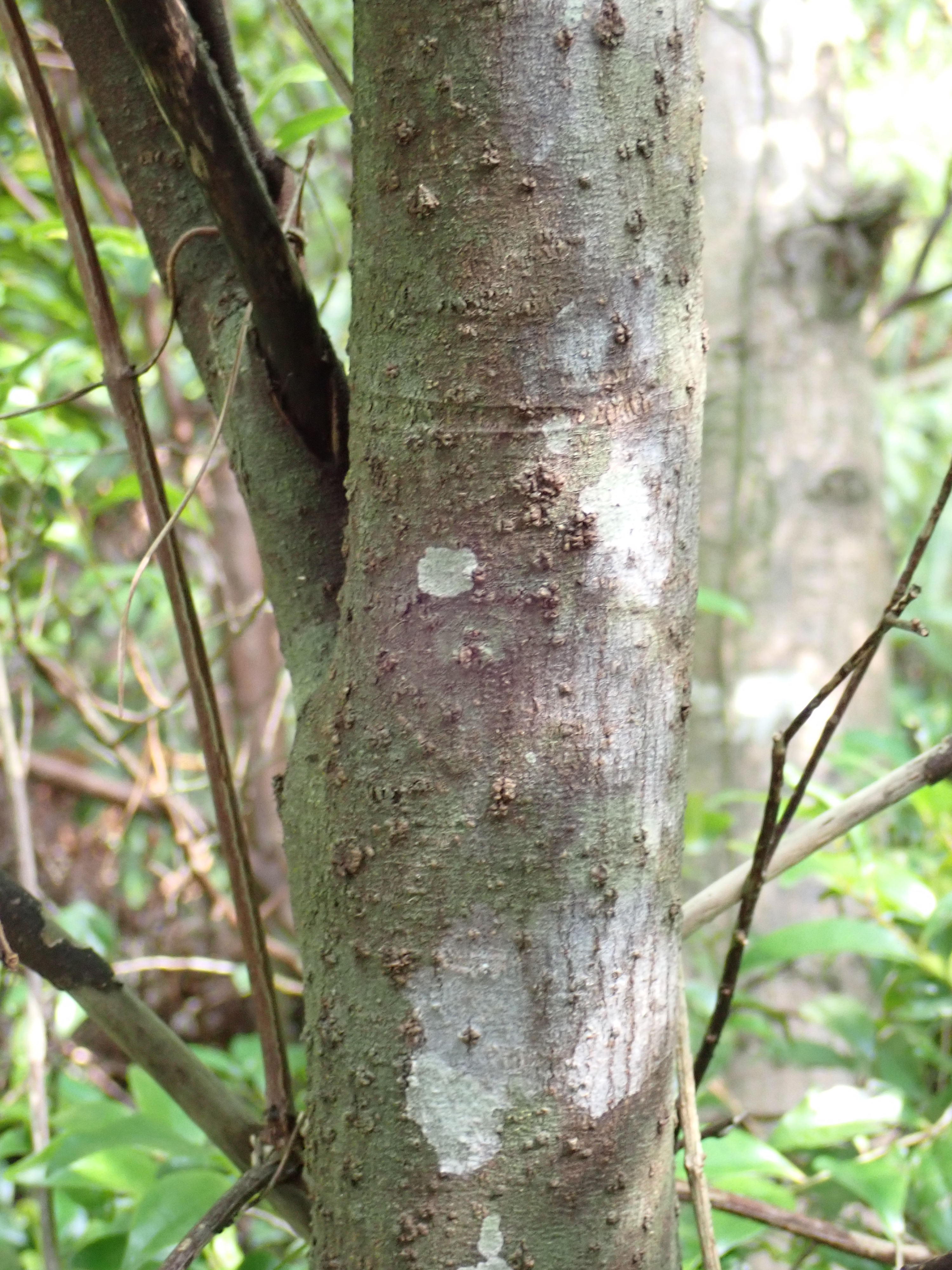
幹には縦筋が入る（2025年1月 沖縄県名護市 名護城公園）

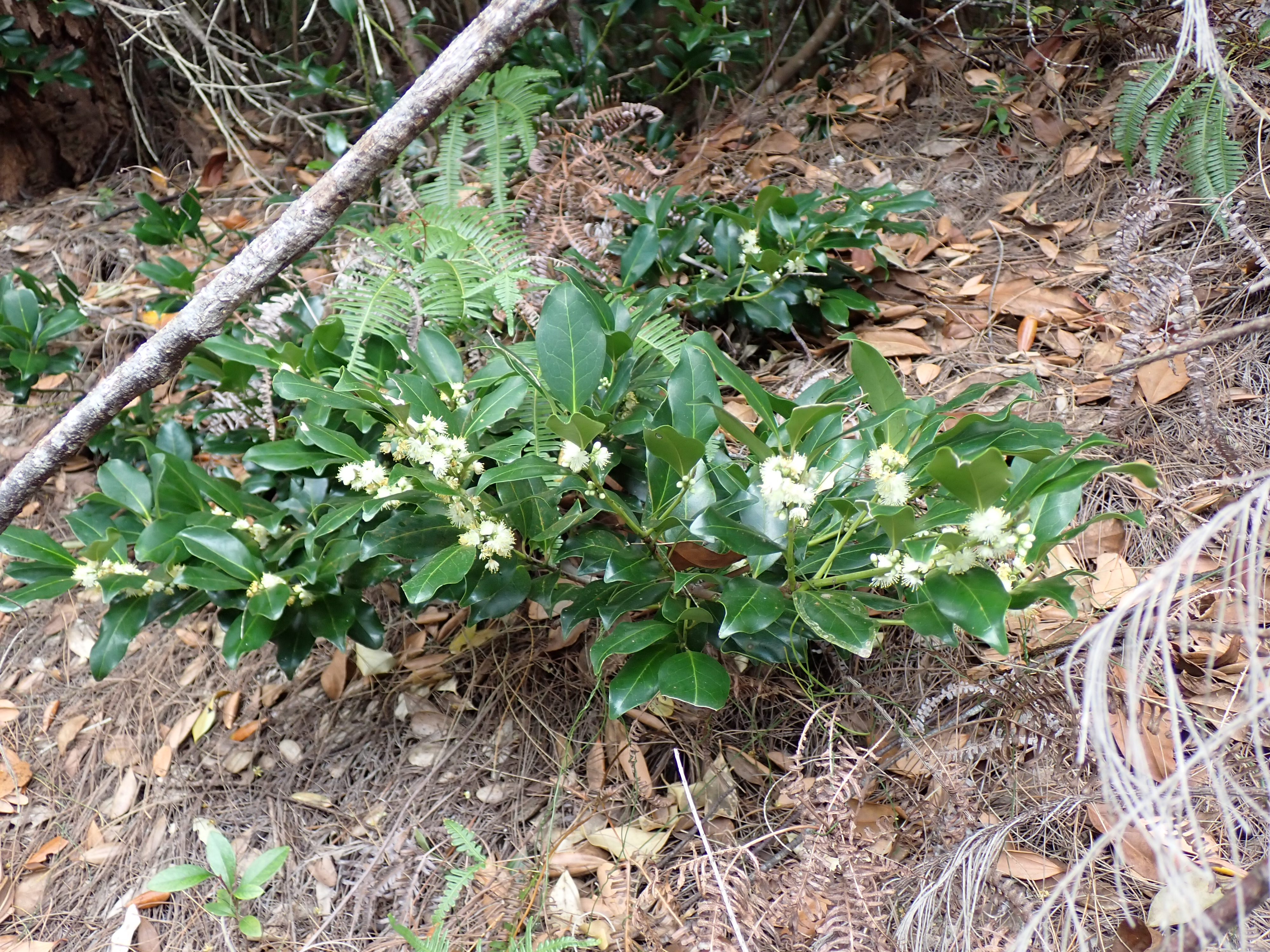
葉が厚く枝が太い小型個体（2025年2月 沖縄県伊是名村）

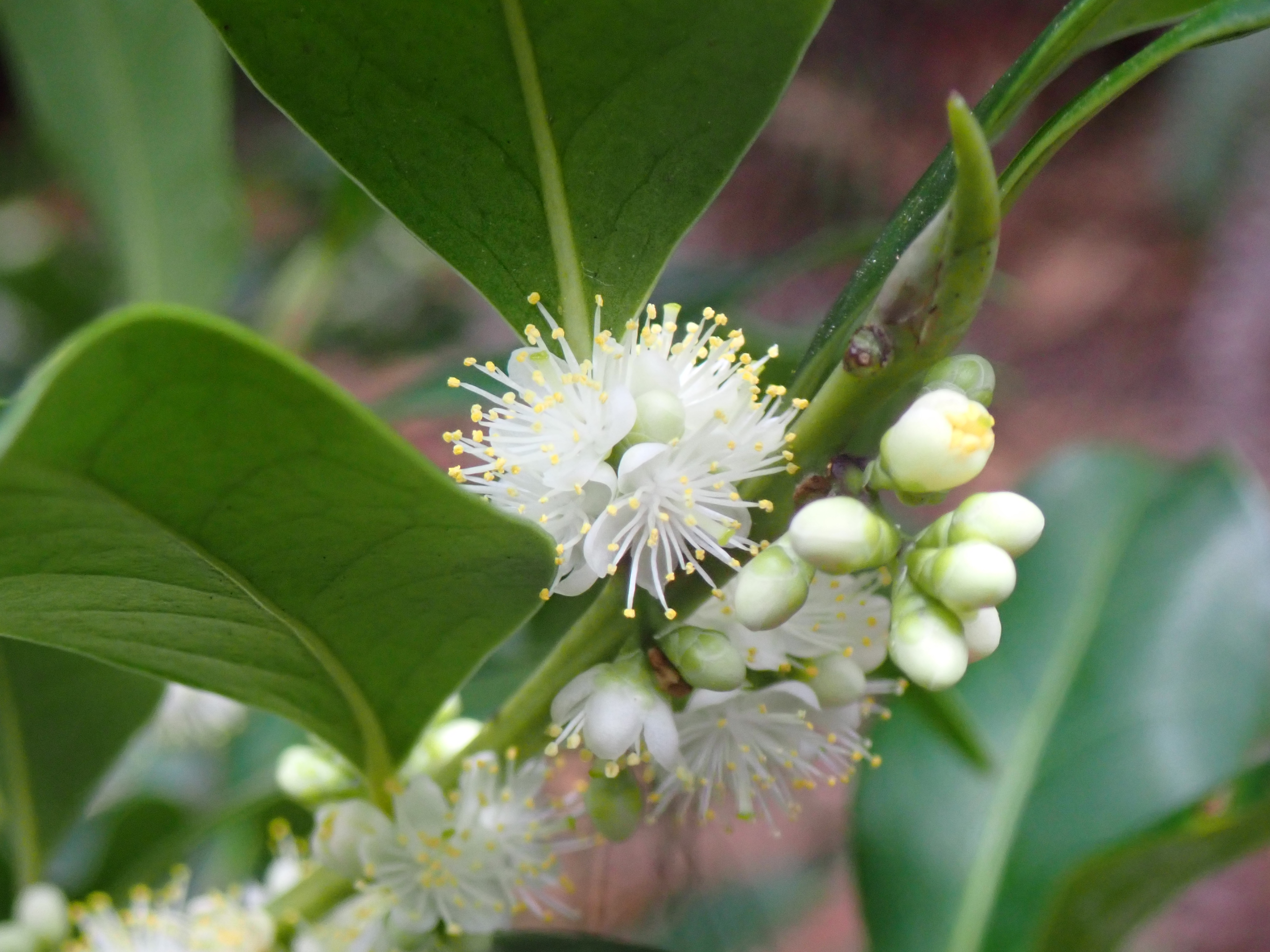
小型個体の花（2025年2月 沖縄県伊是名村）

ナカハラクロキ（中原黒木、別名　リュウキュウクロキ、学名：Symplocos nakaharae）はハイノキ科ハイノキ属の常緑高木。
琉球方言名はクロンボ（奄美笠利）、カジクルー（沖縄）、カジクルボー（国頭村辺野喜）、クルボー（大宜味村饒波、名護市久志）など。

## 特徴
高さ5–10m。樹皮は黒褐色で縦筋が入る。枝葉は無毛で、若枝は同属のクロキS. kurokiと同様に緑色で稜があり角ばるが、クロキより細く、葉も薄く花なども小ぶりで、枝先は尖る。葉は長さ4–8cmの倒卵状楕円形で互生し、葉縁にまばらな低鋸歯があり、葉先は少し突き出て鈍く尖る。花は径1cmの白色で葉腋に束生し、冬～初春に咲く。実は長さ6–10mm、黒色の楕円形で秋にみられる。琉球北部や海岸付近では葉が厚く枝も太く、クロキと区別しにくい個体もあり、本種をクロキ（S. lucida）の変種（S. lucida var. nakaharae）とする見解もある。

## 分布と生育環境
奄美群島（北限は奄美大島）、沖縄諸島、石垣島、西表島、与那国島に分布。山地に普通にみられる。これに対しクロキはより北側の、千葉・鳥取以西の本州、四国、九州～トカラ列島（南限）に分布するとされる

## 利用
山地防風林、街路樹、庭園樹。材は辺材心材ともに白色～淡褐色、緻密で重い。工作は容易で割裂は少なく、器具、杭、経木、薪炭用。樹皮から縄や製紙原料を得た。